# Protactinium
Protactinium is een scheikundig element met symbool Pa en atoomnummer 91. Het is een metalliek zilverkleurig actinoïde.

## Ontdekking
Tijdens het bestuderen van de vervalreeks van uranium-238 ontdekten Kasimir Fajans en Otto Göhring in 1913 het kortlevende isotoop 234mPa (halveringstijd van 1,17 minuut) en noemden dat brevium (afgeleid van brevis, Latijn voor "kort").
Het stabielere isotoop 231Pa werd in 1917-1918 ontdekt door Lise Meitner en Otto Hahn; zij stelden de naam protactinium voor in hun artikel The Mother Substance of Actinium: a New Radioactive Element of Long Half-life uit 1918, omdat ze konden aantonen dat actinium een vervalproduct is van het radioactieve protactinium, en proto actinium "voor actinium" betekent. Gelijktijdig werd dezelfde ontdekking gedaan door de Britse wetenschappers Frederick Soddy, John Cranston en Alexander Fleck.
In 1927 lukte het Aristid von Grosse om 2 mg Pa2O5 te produceren. Zeven jaar later isoleerde hij hieruit protactinium door het oxide te vervangen door jodide en het vervolgens in hoog vacuüm over een verhit element te leiden: 2PaI5 → 2Pa + 5I2.
In 1949 werd de naam protactinium definitief aangenomen door de IUPAC en werden Hahn en Meitner als de ontdekkers aangewezen.
In 1961 was de United Kingdom Atomic Energy Authority in staat om 125 gram 99,9% zuivere protactinium te produceren uit 60 ton afvalmateriaal in een uit 12 stappen bestaand proces. In totaal kostte dat 500 000 dollar en gedurende vele jaren was het de enige bron van protactinium. Voor onderzoeksdoeleinden werd het verkocht tegen 2800 dollar per gram.

## Toepassingen
Door de schaarste, hoge radioactiviteit en giftigheid zijn er geen industriële toepassingen voor protactinium. Op kleine schaal wordt het toegepast bij fundamenteel onderzoek.

## Opmerkelijke eigenschappen
Protactinium is een actinoïde met een metallieke glans en is redelijk stabiel aan de lucht. Bij temperaturen onder 1,4 kelvin vertoont het supergeleidende eigenschappen.

## Verschijning
In het mineraal uraniniet (pekblende) wordt protactinium in een concentratie van ongeveer 0,1 ppm aangetroffen. Sommige uranietbronnen in Congo bevatten hogere concentraties, tot 3 ppm.

## Isotopen
| Stabielste isotopen | Stabielste isotopen | Stabielste isotopen | Stabielste isotopen | Stabielste isotopen | Stabielste isotopen |
| Iso                 | RA (%)              | Halveringstijd      | VV                  | VE (MeV)            | VP                  |
| ------------------- | ------------------- | ------------------- | ------------------- | ------------------- | ------------------- |
| 230Pa               | syn                 | 17,4 d              | α                   | 1,310               | 226Ac               |
| 231Pa               | syn                 | 3,2760 · 104 j      | α                   | 5,149               | 227Ac               |
| 233Pa               | syn                 | 26,967 d            | β−                  | 1,245               | 233U                |

Van protactinium zijn 29 radio-isotopen bekend. Met een halveringstijd van 32 760 jaar is 231Pa het stabielst. Andere isotopen met redelijk lange halveringstijden zijn 233Pa (bijna 27 dagen) en 230Pa (17,4 dagen). De overige isotopen zijn veel instabieler.
233Pa vervalt in het splijtbare 233U waardoor deze isotoop als basis kan dienen om energie uit kernsplijting op te wekken. 233Pa kan verkregen worden door het verval (halfwaardetijd 22 min) van 233Th.

## Toxicologie en veiligheid
Protactinium is zowel giftig als ook hoog radioactief. Het dient op dezelfde wijze te worden behandeld als plutonium.